# Rilton Cup

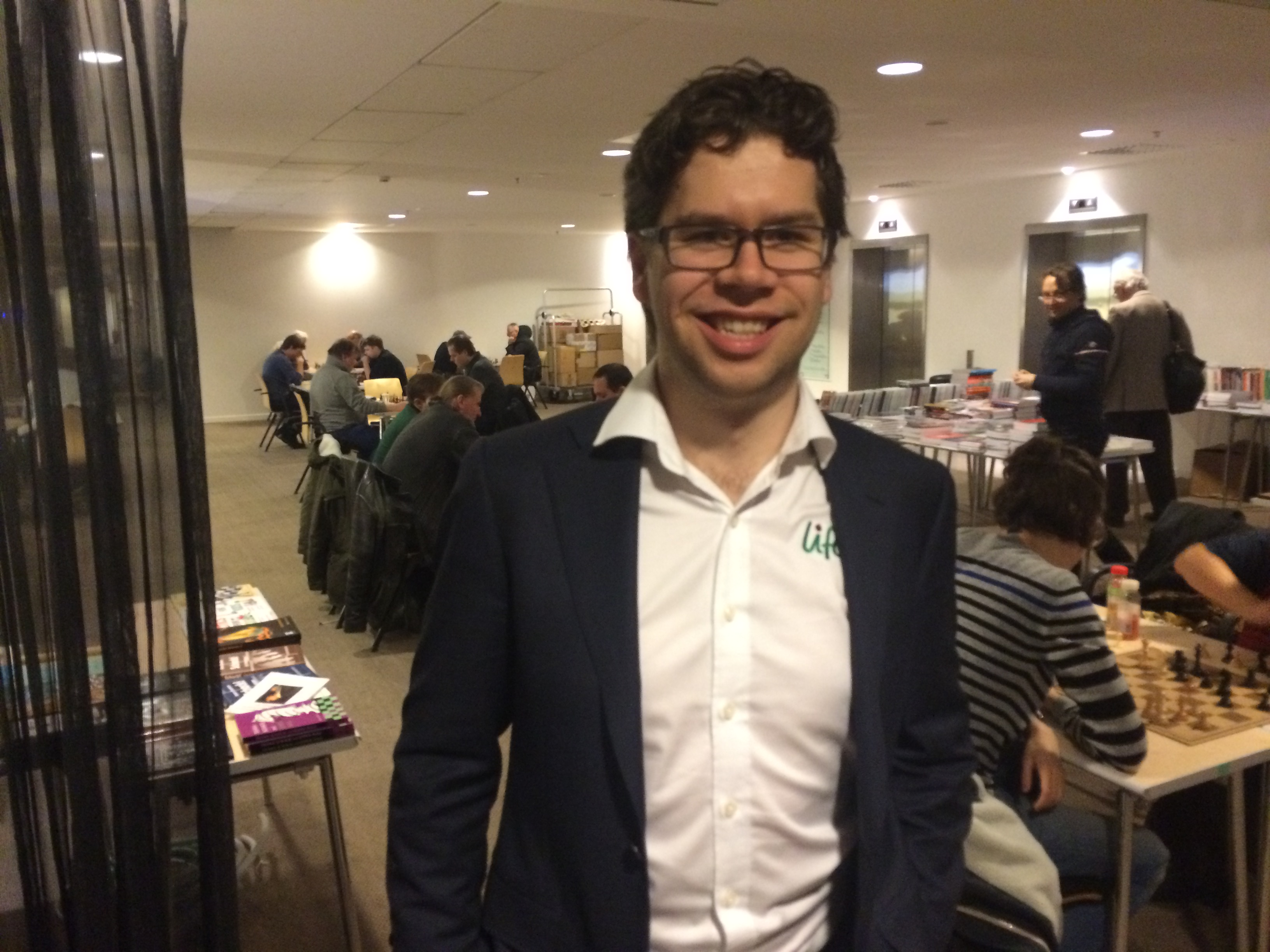
Jon Ludvig Hammer, Norge, segrare i Rilton Cup 2013/2014 och 2014/2015.

Rilton Cup är en internationell schackturnering som har spelats i Stockholm varje år sedan 1971. Rilton cup anses vara den starkaste öppna schackturneringen som årligen arrangeras i Sverige.
Rilton Cup grundades 1971 när Tore Rilton 1904-1983 skickade en postväxel på 12 000 kronor till arrangörerna  av lokala schackturneringen Stockholm. Med postväxeln hade Tore Rilton skrivit ett meddelande som löd "Gör en stark turnering". För att uppmärksamma Tore Riltons bidrag döpte arrangörerna om turneringen till Rilton Cup.
Rilton Cup arrangeras av Stockholms schackförbund, och tävlingsorganisationen leds av Riltonkommittén med Ingemar Falk som ordförande.
Premiärturneringen avgjordes kring nyårshelgen 1971/1972 och vanns av den nederländske stormästaren Jan Timman.

## Segrare i Rilton Cup[5]
- 1971/1972: Jan Timman, Nederländerna, 7,5 poäng. (Totalt 76 spelare)
- 1972/1973: Jan Timman, Nederländerna, 7,5 p. (104 spelare)
- 1973/1974: Istvan Bilek, Ungern, 7 p. (106 spelare)
- 1974/1975: Heikki Westerinen, Finland, 7,5 p. (127 spelare)
- 1975/1976: Börje Jansson, Sverige, 7,5 p. (197 spelare)
- 1976/1977: Sergio Mariotti, Italien, 7,5 p. (253 spelare)
- 1977/1978: Börje Jansson, Sverige, 7,5 p. (304 spelare)
- 1978/1979: Harry Schüssler, Sverige, 7,5 p. (80 spelare)
- 1979/1980: Konstanty Kaizauri, Sverige, 7,5 p. (126 spelare)
- 1980/1981: Axel Ornstein, Sverige, 7,5 p. (150 spelare)
- 1981/1982: Lars-Åke Schneider, Sverige, 7 p. (120 spelare)
- 1982/1983: Ralf Åkesson, Sverige, 7 p. (133 spelare)
- 1983/1984: Axel Ornstein, Sverige, 7 p. (130 spelare)
- 1984/1985: Caspar Carleson, Sverige, 6,5 p. (126 spelare)
- 1985/1986: Michael Wiedenkeller, Sverige, 7 p. (174 spelare)
- 1986/1987: Juan Bellon, Spanien, 6,5 p. (178 spelare)
- 1987/1988: Michail Gurevitj, Sovet, 7 p. (150 spelare)
- 1988/1989: Ilja Smirin, Sovjet, 7 p. (161 spelare)
- 1989/1990: Tom Wedberg, Sverige, 7 p. (192 spelare)
- 1990/1991: Aleksej Vyzjamanavin, Sovjet, 8 p. (204 spelare)
- 1991/1992: Margeir Petursson, Island, 7,5 p. (224 spelare)
- 1992/1993: Andrej Charlov, Ryssland, 7,5 p. (220 spelare)
- 1993/1994: Lars Bo Hansen, Danmark, 7,5 p. (248 spelare)
- 1994/1995: Michail Krasenkow, Ryssland, 7,5 p. (230 spelare)
- 1995/1996: Michail Krasenkow, Ryssland, 7,5 p. (230 spelare)
- 1996/1997: Joel Benjamin, USA, 7 p. (297 spelare)
- 1997/1998: Igor Chenkin, Israel, 7,5 p. (228 spelare)
- 1998/1999: Mikhail Ulibin, Ryssland, 7,5 p. (296 spelare)
- 1999/2000: Sergey Ivanov, Ryssland, 7,5 p. (223 spelare)
- 2000/2001: Jurij Jakovitj, Ryssland, 7 p. (233 spelare)
- 2001/2002: Evgenij Agrest, Sverige, 7 p. (279 spelare)
- 2002/2003: Jonas Barkhagen, Sverige, 7,5 p. (278 spelare)
- 2003/2004: Ralf Åkesson, Sverige, 7 p. (312 spelare)
- 2004/2005: Sergey Volkov, Ryssland, 7 p. (253 spelare)
- 2005/2006: Eduardas Rozentalis, Litauen, 7 p. (269 spelare)
- 2006/2007: Robert Fontaine, Frankrike, 7,5 p. (275 spelare)
- 2007/2008: Radoslaw Wojtaszek, Polen, 6,5 p. (260 spelare)
- 2008/2009: Radoslaw Wojtaszek, Polen, 7 p. (227 spelare)
- 2009/2010: Eduardas Rozentalis, Litauen, 6,5 p. (217 spelare)
- 2010/2011: Sergey Volkov, Ryssland, 8 p. (152 spelare)
- 2011/2012: Aleksandr Shimanov, Ryssland, 7,5 p. (223 spelare)
- 2012/2013: Michail Krasenkow, Polen, 7,5 p. (265 spelare)
- 2013/2014: Jon Ludvig Hammer, Norge, 7,5 p. (234 spelare)
- 2014/2015: Jon Ludvig Hammer, Norge, 7 p. (291 spelare)
- 2015/2016: Maxim Rodshtein, Israel, 8 p. (302 spelare)
- 2016/2017: Krishnan Sasikiran, Indien, 7,5 p. (314 spelare)
- 2017/2018: Kirill Aleksejenko, Ryssland, 7,5 p. (362 spelare)
- 2018/2019: Tamir Nabaty, Israel, 8 p. (398 spelare)
- 2019/2020: Elshan Moradiabadi, USA, 7 p. (357 spelare)
- 2020/2021: Inställt p.g.a. covid-19-pandemin
- 2021/2022: Inställt p.g.a. covid-19-pandemin